# Vi ses igen
Vi ses igen (engelska: I'll Be Seeing You) är en amerikansk dramafilm från 1944 i regi av William Dieterle. Filmen är baserad på en radiopjäs av Charles Martin. I huvudrollerna ses Joseph Cotten, Ginger Rogers och Shirley Temple, med Spring Byington, Tom Tully och John Derek i övriga roller. George Cukor var ursprungligen regissör för filmen, men ersattes av Dieterle.
Med i filmen finns sången "I'll Be Seeing You", vilken blev en hit detta år, även om den skrevs redan 1938. Filmens originaltitel är hämtad från sången.
En soldat drabbad av granatchock möter en ung kvinna på tåget under julhelgen och deras ömsesidiga ensamhet blommar ut i romantik.

## Rollista i urval
- Ginger Rogers - Mary Marshall
- Joseph Cotten - Zachary Morgan
- Shirley Temple - Barbara Marshall
- Spring Byington - Sarah Marshall
- Tom Tully - Henry Marshall
- John Derek - Lt. Bruce (som Dare Harris)
- Chill Wills - Swanson
- Kenny Bowers - sjöman på tåg